# 시라카와구치역
시라카와구치역(일본어: 白川口駅)은 일본 기후현 가모 군 시라카와정에 있는 도카이 여객철도 다카야마 본선의 역이다. 단선 승강장과 섬식 승강장이 합친 형태의 복합 철도 역사이다.

## 타는 곳
| 1 | ■ 다카야마 본선 | 상행 | 미노오타 · 기후 방면 |                 |
| 2 | ■ 다카야마 본선 | 하행 | 게로 · 다카야마 방면 |                 |
| 3 | ■ 다카야마 본선 | 하행 | 게로 · 다카야마 방면 | 대피 열차       |
| 3 | ■ 다카야마 본선 | 상행 | 미노오타 · 기후 방면 | 대피 · 시발열차 |

## 역 주변
- 시라카와 정청
- 시라카와 온천
- 히스이쿄

## 인접 정차역
| 도카이 여객철도 다카야마 본선 | 도카이 여객철도 다카야마 본선 | 도카이 여객철도 다카야마 본선   |
| ----------------------------- | ----------------------------- | ------------------------------- |
| 가미아소 기후 방면            | ■ 다카야마 본선               | 시모유이 다카야마·이노타니 방면 |